# Bandeira do estado do Rio de Janeiro

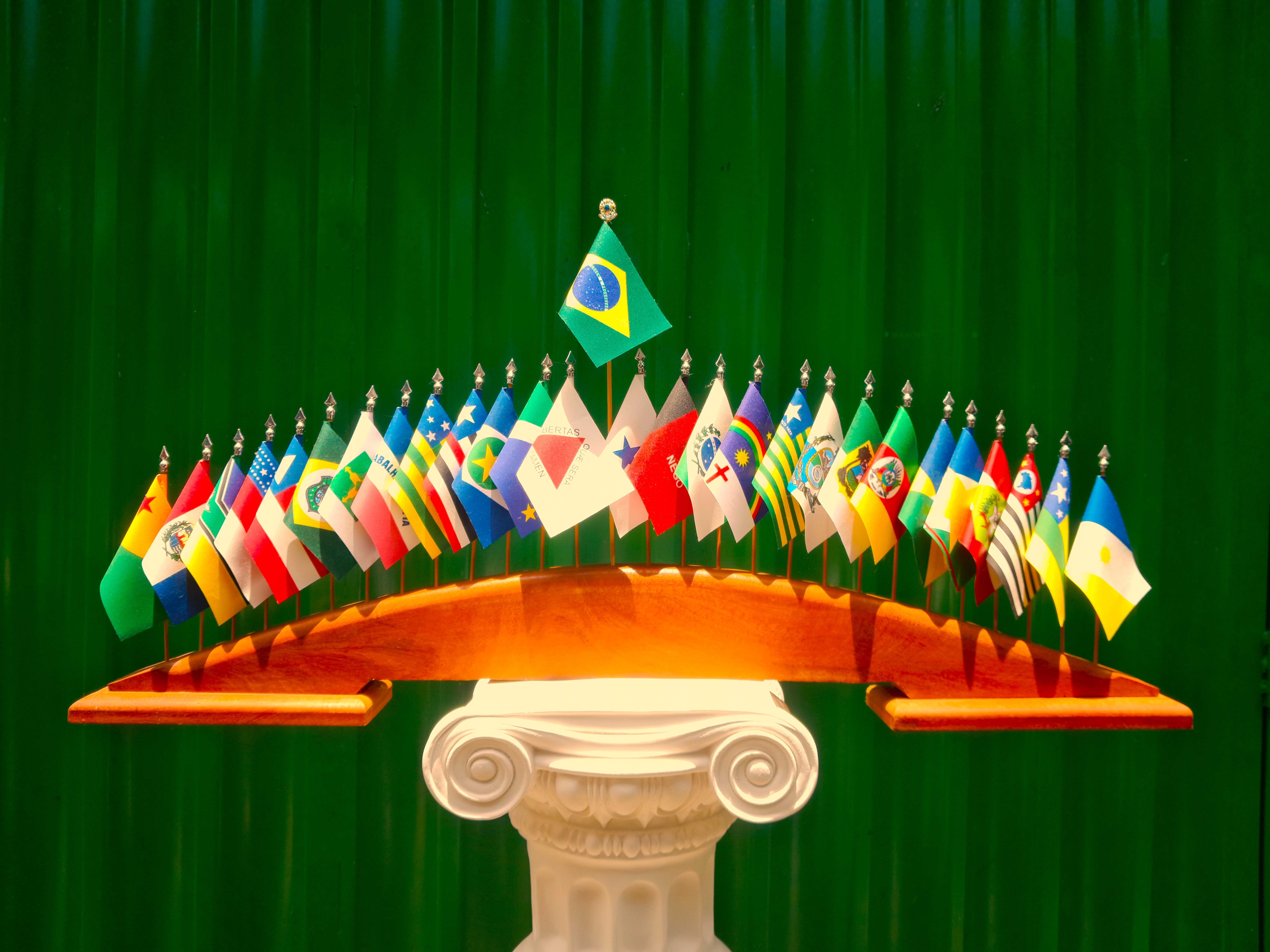
Em disposição vexilológica de panóplia com as atuais bandeiras dos estados.

A bandeira do estado do Rio de Janeiro é um dos símbolos oficiais do estado brasileiro do Rio de Janeiro.

## História
Foi instituída pela lei estadual nº 5.588, de 5 de outubro de 1965 para a utilização a uma cor, e com as cores oficiais, conforme disposto na citada Lei. Releitura de outros brasões anteriores, o atual projeto do brasão e da bandeira teve como autor o Dr. Alberto Rosa Fioravanti, a pedido do então Governador do Estado, o general Paulo Torres. Renomado como heraldista, Alberto Rosa também foi criador de diversos outros brasões, como o do município de Itaperuna, oficializado em 1968.

### Bandeiras anteriores
Durante o período do Império no Brasil, a então província do Rio de Janeiro utilizava um pavilhão náutico, bem semelhante à atual, porém sem um brasão e com o retângulo superior esquerdo em azul, de maneira informal.
Após a criação do estado do Rio de Janeiro com a constituição de 1891, foi aproveitada a antiga bandeira provincial, com mudança na posição dos quartos azuis e brancos, e com a adição do brasão estadual.
Até 1937, quando o Governo Vargas proibiu simbologias estaduais através da Constituição de 1937, o Rio de Janeiro utilizou bandeira e brasão bastante similares, conforme descrito na legislação do brasão do estado do Rio de Janeiro. No ano de 1947, após a edição de nova constituição estadual e a autorização para o uso de símbolos por estados e municípios pela Constituição de 1946, retorna a antiga bandeira a uso, até o ano de 1965, com a edição da supracitada lei, que regulamentou e regularizou o uso daquele pavilhão.

## Simbologia

### Cores
A bandeira divide-se em quatro quartéis, dois brancos e dois azuis posicionados de forma contraposta entre si.
Originalmente a bandeira do estado do Rio de Janeiro fazia referência, nas cores azul e branca, as tradições e ascendência portuguesas que deram origem ao atual estado; azul e branco eram as cores tradicionais da monarquia de Portugal, usadas desde 1097; apenas com a após a proclamação da República Portuguesa as cores oficiais daquele país foram mudadas para verde e vermelha.
Posteriormente as cores azul e Branca passaram a assumir outros significados na bandeira do estado do Rio de Janeiro; o branco passou a ser a inocência, pureza, beleza, castidade, esperança e paz, enquanto o azul passou a ser justiça, lealdade, saber, perseverança e vigilância.

### Brasão
O brasão, no centro da bandeira, foi elaborado no formato oval, como forma de afirmar as aspirações cristãs.
A parte interior do brasão é dividida em quatro:
- Uma seção, mais abaixo, na cor azul-marinho, representando o litoral, notadamente a Baía de Guanabara.
- Acima da cor azul-marinho, tem-se a cor verde-claro, simbolizando as planícies e as baixadas, terras estas que acompanham a orla de maior parte do litoral do estado.
- No meio, em cor bege-escuro, encontra-se a silhueta da Serra dos Órgãos, em destaque a montanha do Dedo de Deus.
- Na seção superior esta representado o céu, na cor azul-celeste.

A frente de tudo está a águia alçando vôo, tendo em suas garras um escudo circular tendo em suas margens a expressão escrita em latim “Recte Rempublicam Gerere”, que significa “gerir a coisa pública com retidão”; tal escudo circular ainda é atravessado com os dizeres “9 de abril de 1892”, data esta que é uma referência a promulgação da primeira Constituição do Estado do Rio de Janeiro, na cidade de Niterói, então capital estadual.
Um cordão dourado circunda toda a parte extrema do brasão oval, ele demonstra a união de todo o povo fluminense.
O brasão é guardado por dois elementos que representam as riquezas agrícolas da terra, uma haste de cana-de-açúcar na esquerda, e um ramo de cafeeiro na direita; que se entrelaçam na parte inferior do dito brasão com uma faixa que tem como dizeres “Estado do Rio de Janeiro”.
Acima do brasão esta a estrela Beta Crucis (também conhecida como Mimosa) da constelação do Cruzeiro do Sul, tal estrela é usada na Bandeira do Brasil para representar o estado do Rio de Janeiro no pavilhão nacional.

Bandeira da Província do Rio de Janeiro.
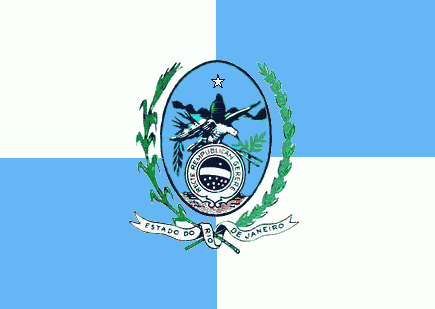
Bandeira do estado do Rio de Janeiro (1891-1937 e 1947-1965).